# 坂手村 (香川県)
坂手村（さかてむら）は、香川県小豆郡にあった村。現在の小豆島町坂手。

## 歴史
- 1890年2月15日 - 町村制施行に伴い、小豆郡坂手村が村制施行し坂手村として発足。
- 1951年4月1日 - 小豆郡草壁町、安田村、苗羽村、西村と合併し内海町となり消滅。

## 経済

### 産業
企業
- 川野醤油醸造部 - 創業は1888年、代表者は川野助太郎[3][4]。